# Draft d'espansione NBA 1988
Il draft d'espansione 1988 si è svolto il 23 giugno 1988, per la formazione dei Miami Heat e dei Charlotte Hornets.

## Giocatori selezionati

### Miami Heat
| Scelta | Giocatore         | Posizione         | Nazionalità    | Squadra precedente   |
| ------ | ----------------- | ----------------- | -------------- | -------------------- |
| 1      | Arvid Kramer      | centro            | Stati Uniti    | Dallas Mavericks     |
| 3      | Billy Thompson    | ala piccola       | Stati Uniti    | Los Angeles Lakers   |
| 5      | Fred Roberts      | ala grande/centro | Stati Uniti    | Boston Celtics       |
| 7      | Scott Hastings    | ala grande/centro | Stati Uniti    | Atlanta Hawks        |
| 9      | Jon Sundvold      | guardia           | Stati Uniti    | San Antonio Spurs    |
| 11     | Kevin Williams    | playmaker         | Stati Uniti    | Seattle SuperSonics  |
| 13     | Hansi Gnad        | centro            | Germania Ovest | Philadelphia 76ers   |
| 15     | Darnell Valentine | playmaker         | Stati Uniti    | Los Angeles Clippers |
| 17     | Dwayne Washington | playmaker         | Stati Uniti    | New Jersey Nets      |
| 19     | Andre Turner      | playmaker         | Stati Uniti    | Houston Rockets      |
| 21     | Conner Henry      | guardia           | Stati Uniti    | Sacramento Kings     |
| 23     | John Stroeder     | ala grande        | Stati Uniti    | Milwaukee Bucks      |

### Charlotte Hornets
| Scelta | Giocatore        | Posizione           | Nazionalità | Squadra precedente     |
| ------ | ---------------- | ------------------- | ----------- | ---------------------- |
| 2      | Dell Curry       | guardia             | Stati Uniti | Cleveland Cavaliers    |
| 4      | Dave Hoppen      | ala grande/centro   | Stati Uniti | Golden State Warriors  |
| 6      | Muggsy Bogues    | playmaker           | Stati Uniti | Washington Bullets     |
| 8      | Mike Brown       | ala grande/centro   | Stati Uniti | Chicago Bulls          |
| 10     | Rickey Green     | playmaker           | Stati Uniti | Utah Jazz              |
| 12     | Michael Holton   | playmaker           | Stati Uniti | Portland Trail Blazers |
| 14     | Michael Brooks   | ala grande          | Stati Uniti | Denver Nuggets         |
| 16     | Bernard Thompson | ala piccola/guardia | Stati Uniti | Phoenix Suns           |
| 18     | Ralph Lewis      | guardia             | Stati Uniti | Detroit Pistons        |
| 20     | Clinton Wheeler  | playmaker           | Stati Uniti | Indiana Pacers         |
| 22     | Sedric Toney     | playmaker           | Stati Uniti | New York Knicks        |